# ثقافة صغرى
تشير كلمة الثقافة الصغرى إلى مجموعات فرعية متخصصة لها لغات وأخلاقيات وتوقعات حكم خاصة بها والتي تتغلغل في المجتمعات الصناعية المميزة.
تعتمد الثقافة الصغرى على أصغر الوحدات التنظيمية – الزوجين، والمجموعات، والمجتمعات المحلية، مقارنة بنزوعها أيضًا إلى قصر استمرارها وطواعية اختيارها وذلك في مقابل الثقافات الفرعية الأوسع التي تتضمن العرق أو الطائفة، والثقافة الوطنية/العالمية الأشمل. ويمكن استخدام دراسة الحركات الجسدية – السلوك غير اللفظي لمجموعة صغيرة – لبيان ديناميكية ثقافة صغرى محددة.

## السوابق
لقد ميز جورج سيمل بين دعاوى كونية الأخلاقيات ومفهوم الشرف الأكثر تحديدًا، الأمر الذي اعتبره وثيق الصلة بالعالم الفرعي الاجتماعي المحدد، العمل أو المهنة، والذي تأصلت فيه. كما نظرت دراسته أيضًا لموضوع السرية إلى السر الصغير على أنه أحد مظاهر التحكم في المعنى ضمن الثقافة الصغرى للفرد.

## المناخ المحلي
الثقافة الصغرى، سواء شكّلتها حلبة سباق أو جامعة أو معسكر قضاء عطلات أو حانة، فينبغي أن ينظر إليها على أن لديها المناخ المحلي الاجتماعي مع القيم ومعايير السلوك الخاصة بها إلى المدى الذي تختلف به عن الثقافة العامة. وهذا المناخ المحلي مقيد بالمواقف ومحدد بظروفها.
لقد اعتبر كيت فوكس أن «المناخ المحلي الاجتماعي لحلبة السباق يتميز بتركيبة فريدة من الخصال الحميدة غير المثبطة والاستثنائية».

## الثقافة الصغرى/الاتجاه السائد
إن القطاع الكبير من الاختيارات القابلة للجدل التي تطرحها وسائل الإعلام الجديدة تسمح بصورة متزايدة للأفراد بالتماسك داخل ثقافتهم الصغرى بدلاً من إخضاع أنفسهم لثقافة الاتجاه السائد.
إن تجزئة هياكل المستهلكين الصغرى لفترة ما بعد الحداثة بالإضافة إلى طبيعتهم الاختيارية والعابرة تقدم أيضًا نموذجًا لتآكل الاتجاه السائد في مقابل العدد المتزايد من الثقافات الصغرى المتنافسة.

## الثقافات الصغرى عبر الإنترنت
لقد شهدت السنوات الأولى للإنترنت تواصلية محدودة من قِبل عدد صغير من مستخدمي الإنترنت العارفين باستخدام الكمبيوتر من خلال أخلاقيات الإنترنت الناشئة أو الثقافة الصغرى الخاصة بهم. وبحلول أواخر التسعينيات، ظهر عدد من الثقافات الصغرى عبر الإنترنت مثل سلاش دوت وبحلول العقد الأول من الألفية يمكن أن تساهم روح الجماعة لدى سلاش دوت في ثقافة الويكي الجديدة الخاصة بويكيبيديا.
ويمكن لويكيبيديا بعد ذلك أن تنتج ثقافاتها الصغرى الداخلية ليس بين مجتمعات اللغات المختلفة مثل الإنجليزية والألمانية واليابانية فحسب؛ولكن داخل اللغة الواحدة ذاتها: فالموضوعات، ومشروعات الأعمال، والأيديولوجيات جميعها تشكل نقاط التقاء يمكن أن تتشكل حولها الثقافات الصغرى. فنحو هذا الانتشار للثقافات الصغرى يعتبر ممثلاً للإنترنت، ويشكل جنو موارد خصبة محددة لمثل هذه المجتمعات المحلية.

## الأبحاث الميدانية
لقد نبه الباحثون بمجال علم النفس الاجتماعي إلى حقيقة أن البيئات الميدانية المختلفة؛ مثل المستشفيات والمطارات أو الكافيتريات، يمكن أن يكون لديها مناخها المحلي الخاص، وأنها تؤثر في أفعال ودوافع الأفراد من خلال طرق صغرى محددة؛ وبناء على ذلك ينبغي ألّا يتم تعميم أي نتائج متعلقة ببيئة محددة دون مراقبة خارجية.

## أمثلة أدبية
في رواية المراقبة الليلية قام موجه البطل بمطالبته بعدم التخلي عن زملائه الخارقين مشيرًا إلى أن كل مهنة لديها نطاق ثقافة صغرى يعتبر الانعزال به أمرًا حتميًا.

## كتابات أخرى
Donald W. Klopf & James C. McCroskey. (2007). Intercultural communication encounters. Boston, MA: Allyn & Bacon.

## وصلات خارجية
- The Microcultural Context